# Odio, amistad, noviazgo, amor, matrimonio
Odio, amistad, noviazgo, amor, matrimonio (en inglés, Hateship, Friendship, Courtship, Loveship, Marriage) es una colección de nueve cuentos de la escritora canadiense y Premio Nobel de Literatura Alice Munro, publicada en 2001. Está dedicada «a Sarah Skinner, con gratitud». La traducción al castellano estuvo a cargo de Marcelo Cohen.

## Cuentos
- "Odio, amistad, noviazgo, amor, matrimonio"
- "Puente flotante"
- "Los muebles de la familia"
- "Consuelo"
- "Ortigas"
- "Poste y viga"
- "Lo que se recuerda"
- "Queenie"
- "Ver las orejas al lobo"

## Argumento
La mayoría de los cuentos tienen lugar en ciudades y pueblos de Ontario. En el cuento que titula la colección, Johanna Parry, ama de llaves del señor McCauley, se marcha a Saskatchewan con los muebles de Ken Boudreau, yerno de su jefe, tras un intercambio de cartas con él. En "Puente flotante", Jinny, una mujer con cáncer, examina su matrimonio con Neil, arriesgándolo. En "Los muebles de la familia", una narradora que a la vez es escritora relata su cambiante relación con Alfrida, una prima hermana de su padre. En "Consuelo", Nina se encuentra con el suicidio de Lewis, su esposo, tras una tarde de tenis; Lewis fue un profesor de biología que se opuso a la enseñanza del creacionismo, rechazando las peticiones de los padres de familia que pedían su implementación. En "Ortigas", la narradora relata su amistad con Mike, el hijo de un perforador de pozos al que conoció siendo niña; se reencuentran en la adultez, después de que ella abandonó a su primer esposo. "Poste y viga" y "Lo que se recuerda" tienen lugar en Vancouver. En el primero, Lorna recibe la visita de Polly, su prima, tras empezar a interactuar con Lionel, exalumno de su esposo Brendan que sufrió un colapso nervioso mientras estudiaba matemáticas. En el segundo, Meriel asiste al funeral de Jonas, un amigo de su esposo Pierre, donde conoce a Eric Asher, el médico que atendió al fallecido. En "Queenie", Chrissy —la narradora— visita a su hermanastra Lena en Toronto; Lena "Queenie" huyó de su casa con Stan Vorguilla, un profesor de música. En "Ver las orejas al lobo", el último cuento de la colección, Grant, un profesor mujeriego, ve con desespero cómo su esposa Fiona se aleja de él al mudarse a una casa de reposo tras empezar a olvidar sus vivencias debido a una enfermedad.

## Recepción
El diario británico The Guardian ubicó a Odio, amistad, noviazgo, amor, matrimonio en el puesto 27 de su lista de "Los 100 mejores libros de lo que va del siglo XXI", publicada en septiembre de 2019. Es una de las únicas tres colecciones de cuentos del conteo. Argumentaron que los personajes "no actúan como se espera que lo hagan en una historia de Munro" y opinando que la autora "muestra lo mejor de su estilo"